# Trichosetodes compositus
Trichosetodes compositus är en nattsländeart som beskrevs av Martynov 1936. Trichosetodes compositus ingår i släktet Trichosetodes och familjen långhornssländor. Inga underarter finns listade i Catalogue of Life.